# John Farrow

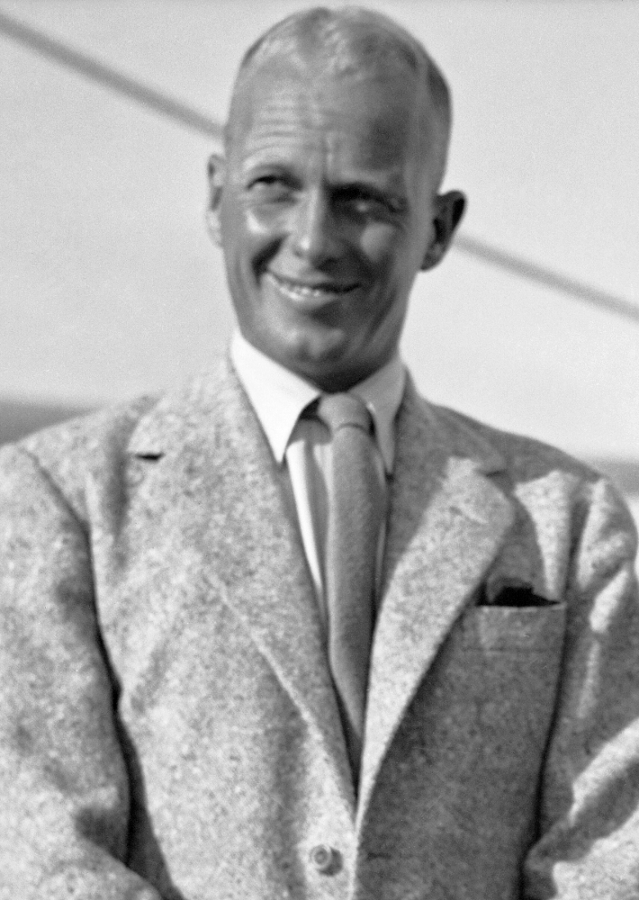
John Farrow (1934)

John Villiers Farrow (* 10. Februar 1904 in Sydney, Australien; † 28. Januar 1963 in Beverly Hills, Vereinigte Staaten) war ein australischer Filmregisseur, Drehbuchautor und Filmproduzent.

## Leben und Wirken
Farrow begann mit dem Schreiben, als er in der britischen Marine diente. Mit mehreren seiner späteren Filme sollte er ebenfalls in das maritime Themengebiet zurückkehren. Zunächst schrieb er Kurzgeschichten, dann auch Theaterstücke. In den 1920er-Jahren kam er als technischer Berater für Marinefilme nach Hollywood und schrieb seine ersten Drehbücher. Sein Debüt als Drehbuchautor gab er bereits 1927, im Jahr darauf war er an Die Dame aus Moskau beteiligt. 
Nachdem Farrow bereits einige Jahre Regieambitionen gehegt hatte, konnte er 1937 mit dem B-Movie Men in Exile seinen ersten Film inszenieren. Er arbeitete von 1939 bis 1942 für RKO Radio Pictures sowie nach seinem Kriegsdienst für einige Jahre bei Paramount Pictures als Vertragsregisseur. Seine actionreiche Inszenierung des Kriegsfilms Wake Island (1942) brachte ihm seinen großen Durchbruch und zugleich eine Nominierung für den Oscar in der Kategorie Beste Regie. Er lieferte mit Spiel mit dem Tode, Die Nacht hat tausend Augen (beide 1948), Where Danger Lives (1950) und Ein Satansweib (1951) mehrere bemerkenswerte Beiträge zum Film noir. Daneben inszenierte er vor allem Western, Kriegsfilme oder Abenteuerfilme. 1953 drehte er mit John Wayne dessen einzigen 3D-Film: Man nennt mich Hondo. Zwei Jahre später hatten Wayne und Farrow einen weiteren gemeinsamen kommerziellen Erfolg mit dem Marinedrama Der Seefuchs.
Farrow war auch als Filmproduzent aktiv, von 1946 bis 1957 produzierte er sieben seiner eigenen Filme. 1957 erhielt er den Oscar in der Kategorie Bestes adaptiertes Drehbuch für In 80 Tagen um die Welt. Bei dieser Jules-Verne-Verfilmung war er ursprünglich auch als Regisseur vorgesehen, jedoch ersetzte ihn Produzent Michael Todd kurz vor Beginn der Dreharbeiten durch Michael Anderson. Sein letzter Film war 1959 Beherrscher der Meere über den Seefahrer John Paul Jones. Danach wollte er eigentlich sein Herzensprojekt König der Könige über das Leben von Jesus Christus inszenieren, an dem er seit Anfang der 1950er-Jahre gearbeitet hatte – nach kreativen Differenzen mit dem Produzenten Samuel Bronston verließ er allerdings 1959 das Projekt und Nicholas Ray übernahm die Regie.
1936 heiratete er die Schauspielerin Maureen O’Sullivan, die als Darstellerin der Jane in den Tarzan-Filmen Bekanntheit erlangt hatte. Farrow und O’Sullivan waren bis zu seinem Tod verheiratet. Sie hatten sieben Kinder, darunter die bekannt gewordenen Töchter Mia Farrow, Tisa Farrow und Prudence Farrow (nach der das Beatles-Lied Dear Prudence benannt ist). Jedoch konnte der Vater die Berühmtheit der Töchter nicht mehr miterleben, da er 1963 im Alter von 58 Jahren einem Herzinfarkt erlag.
John Farrow galt als komplizierte Persönlichkeit: er war laut seinem eigenen Sohn ein „Diktator am Filmset“ und hatte privat eine zweite Familie mit unehelichen Kindern, daneben schrieb der bekennende Katholik theologische Artikel sowie eine Biografie über Thomas More. Der Medienrummel und die Kommerzialität Hollywoods waren ihm fremd, im Gegensatz zu anderen Regisseuren suchte er nie die Öffentlichkeit.
John Farrow wurde auf dem Holy Cross Cemetery in Culver City, Kalifornien, begraben. Ihm zu Ehren gibt es einen Stern auf dem Hollywood Walk of Fame. 2021 erschien der Dokumentarfilm John Farrow: Hollywood’s Man in the Shadows über den Regisseur, die Filmemacher bemühen sich damit um eine Neubewertung des heute im Vergleich zu anderen Regisseuren seiner Ära weitgehend vergessenen John Farrow.

## Filmografie (Auswahl)
Als Drehbuchautor
- 1928: Steckbrieflich verfolgt (Ladies of the Mob)
- 1928: Die Dame aus Moskau (The Woman from Moscow)
- 1929: Wolf Song
- 1930: Seven Days Leave
- 1930: Das Geheimnis des Ingenieurs Nelson (Shadow of the Law)
- 1931: A Woman of Experience
- 1931: The Common Law
- 1932: The Impassive Footman
- 1933: Don Quichotte (englische Version)
- 1935: Sturm in der Südsee (Last of the Pagans)
- 1949: Red, Hot and Blue
- 1956: In 80 Tagen um die Welt (Around the World in Eighty Days)
- 1959: Beherrscher der Meere (John Paul Jones)

Als Regisseur
- 1936: Tarzans Rache (Tarzan Escapes) (ersetzt durch Richard Thorpe)
- 1937: Men in Exile
- 1937: Der gelbe Herrscher (West of Shanghai)
- 1937: She Loved a Fireman
- 1938: The Invisible Menace
- 1938: My Bill
- 1939: The Saint Strikes Back
- 1939: Women in the Wind
- 1939: Five Came Back
- 1940: A Bill of Divorcement
- 1942: Commandos Strike at Dawn
- 1942: Wake Island
- 1944: The Hitler Gang
- 1945: You Came Along
- 1946: In Ketten um Kap Horn (Two Years Before the Mast)
- 1947: Kalkutta (Calcutta)
- 1947: California
- 1948: Spiel mit dem Tode (The Big Clock)
- 1948: Die Nacht hat tausend Augen (Night Has a Thousand Eyes)
- 1948: Beyond Glory
- 1949: Der Agent aus der Hölle (Alias Nick Beal)
- 1950: Where Danger Lives
- 1950: Flammendes Tal (Copper Canyon)
- 1951: Ein Satansweib (His Kind of Woman)
- 1951: U-Kreuzer Tigerhai (Submarine Command)
- 1953: Das geheimnisvolle Testament (Plunder of the Sun)
- 1953: Verwegene Gegner (Ride Vaquero!)
- 1953: Man nennt mich Hondo (Hondo)
- 1953: Das Schiff der Verurteilten (Botany Bay)
- 1954: Eine Kugel wartet (A Bullet Is Waiting)
- 1955: Der Seefuchs (The Sea Chase)
- 1956: Zurück aus der Ewigkeit (Back from Eternity)
- 1959: Beherrscher der Meere (John Paul Jones)

Als Darsteller
- 1953: Der Hauptmann von Peshawar (King of the Khyber Rifles)